# Jelena Alexejewna Schalina
Jelena Alexejewna Schalina (russisch Елена Алексеевна Шалина, * 22. September 1969 in Barnaul, Region Altai) ist eine frühere russische Skilangläuferin und Biathletin.
Jelena Schalina lebt in ihrer Geburtsstadt Barnaul und begann 1980 ihre Sportkarriere, ihr erster Trainer war W. Larin. Sie wurde zweimal russische Juniorenmeisterin im Langlauf. Sie startete ab der Saison 1992 im Weltcup und erreichte 1993 in Kawgolowo (bei Toksowo) mit dem siebten Platz über 30 km klassisch ihr bestes Resultat im Weltcupeinzel. Diese Platzierung wiederholte sie in der Saison 1994/95 im italienischen Sappada jeweils über 15 km Freistil und über 5 km Freistil. Außerdem wurde sie in der Saison jeweils mit der Staffel Dritte in Oslo und Zweite in Lahti und erreichte zum Saisonende mit 152 Punkten und dem 21. Platz ihre beste Platzierung im Gesamtweltcup. Ihr letztes Weltcuprennen im Skilanglauf-Weltcup absolvierte sie im Februar 1996 in Kawgolowo, welches sie mit dem 31. Platz über 10 km klassisch beendete. Im Biathlon-Weltcup lief sie ab der Saison 1996/97 für die russische Mannschaft bei den Bewerben in Oberhof, Ruhpolding und Antholz. Sie punktete mit Platz 25 beim Sprint in Oberhof und qualifizierte sich damit für die Verfolgung, die sie als 29. beendete. In Ruhpolding zeigte sie schwache Schießleistungen, es reichte im Sprint nur zu Platz 47, auch im Team Russland 2 (Schalina, Tupilenko, Ischmuratowa, Sprung) auf Platz zehn war sie die schwächste Schützin. Erneut drei Schießfehler verhinderten eine Top-Ten-Platzierung beim Sprint von Antholz, Platz fünfzehn wurde dennoch ihr bestes Weltcup-Resultat. Letzter Auftritt ihrer internationalen Karriere war bei den Biathlon-Europameisterschaften 2000 in Kościelisko. Trotz fünf Strafminuten wurde sie mit dreieinhalb Minuten Rückstand noch 18. des Einzels, der größte Karriereerfolg gelang ihr als Startläuferin in der Staffel zusammen mit Olga Saizewa, Julija Kondratjewa und Olga Romasko als Fünfte des Staffelwettbewerbs. Danach trat sie vornehmlich im Continental-Cup und national als Langläuferin in Erscheinung, im Jahr 2000 wurde sie Russische Meisterin im Langlauf. Von Beruf ist sie Sportlehrerin und arbeitet als Kampfrichterin für das Sport- und Trainingszentrum Dinamo des Krai Altai.